# ستراژاتا
ستراژاتا (به بلغاری: Strazhata) یک منطقهٔ مسکونی در بلغارستان است که در تریاونا واقع شده‌است.